# Gelchsheim
Gelchsheim là một đô thị ở huyện Würzburg bang Bayern, Đức.